# Lilian Elphick
Lilian Elphick Latorre (Santiago de Chile, 1 de diciembre de 1959) es una escritora chilena, licenciada en Literatura de la Universidad de Chile, y con estudios completos de magíster en Literatura Hispanoamericana y Chilena en aquella misma institución. En 1990 fue finalista en el Concurso de Cuentos Juan Rulfo, celebrado en París, Francia, con su obra «La Gran Ola». En septiembre de 2002 participó en el congreso realizado en Buenos Aires, Argentina, titulado "Ser mujer, ser latinoamericana, ser escritora". En 2003 y 2004 fue presidenta de la Corporación Letras de Chile. También recibió la Beca de Creación Literaria del Consejo Nacional del Libro y la Lectura, por sus publicaciones «El otro afuera» y «Ojo Travieso». Finalmente, en 2010 obtuvo el Premio Mejores Obras Literarias de Autores Nacionales del Consejo Nacional de la Cultura y las Artes, en la categoría obras editadas, género cuento, por su obra «Bellas de sangre contraria». Es editora de la revista "Brevilla", dedicada a la minificción, junto a Sergio Astorga (México/Portugal) y Patricia Nasello (Argentina).
Cuentos y microrrelatos antologados
"La llegada de Angelina".
En: Cuento Aparte. (Cuentos). Editorial Huelén, 1986, Santiago.
"La Paciencia".
En: Cuento Aparte. (Cuentos). Editorial Huelén, 1986, Santiago.
"Falsa Noche".
En: Santiago, Pena Capital. (Narraciones) Antología del Taller Literario Heinrich Böll, Prof. Antonio Skármeta. Editorial Documentas, Santiago 1991.
"Por qué no nos conocimos antes…”
En: Urgentes y Rabiosos. Cuentos ganadores del Concurso de Cuentos Manuel Rojas. Editorial Mosquito Comunicaciones, Santiago, 1991.
"La Elegida".
En: Andar con cuentos.  Antología de la Nueva Narrativa Chilena.  Editorial Mosquito Comunicaciones, Santiago, 1992.
"La Elegida".
En: Muestra Literaria del Congreso Internacional de Escritores, Juntémonos en Chile, Santiago de Chile, 1992. 
"La Elegida".
En: Cuento Chileno Contemporáneo (Breve Antología). Poli Délano/Rafael Ramírez Heredia, Compiladores. UNAM, México, 1996; Fondo de Cultura Económica,  Chile, 1998.
"Juego de cuatro estaciones".
En: Salidas de madre. Antología de narradoras chilenas, 1996, Edit. Planeta, Santiago de Chile.
"La pieza vacía".
En: Voces de Eros. Antología de cuentos eróticos, 1997, Edit. Grijalbo-Mondadori, Santiago de Chile.
"Los favores concedidos".
En: Hielo. Antología de los cuentos finalistas de Revista Paula, 1999, Edit. Alfaguara, Santiago de Chile.
"El otro afuera”.
En: Cuentos 2000,  Editorial Lom, 2001, Santiago de Chile.
"Felicidad en blanco y negro".
En: El Cuento Hispanoamericano Actual.
Selección de Reni Marchevska, Bulgaria, 2002.
"El viaje".
En: Después del 11 de Septiembre. Narrativa Chilena Contemporánea. Poli Délano Antologador. Editorial Ficticia, México, 2003. 
"El viaje".
En: Después del 11 de Septiembre. Narrativa Chilena Contemporánea. Poli Délano Antologador. Ed. Desde la gente. Bs. As, 2003.
“Líbrame de todo mal”.
En: Palabras en Torbellino. Obras seleccionadas de los Concursos Interamericanos de Cuentos 2000-2002 de la Fundación AVON para la Mujer. Selección y prólogo de Angélica Gorodischer. Editorial Vinciguerra, Bs.As, Argentina, 2004. 
“Doble personalidad”.
En: MicroQuijotes. Selección de Juan Armando Epple. Thule Ediciones, España,2005.
“Microcuentos”.
En: Con pocas palabras. Muestra de microcuentos. Mosquito Ediciones. Santiago de Chile. 2005. 
“Que nadie duerma”  .
En: Al Sur de la palabra. Cuentos y Ponencias del IV Encuentro Internacional de Escritores por el Fomento del Libro y la Lectura. Corporación Letras de Chile. Agosto 2005.
“Jugarse la muerte”  .
En: El lugar de la memoria. Antología. Selección de Isabel Gómez y Alejandro Lavquén. Santiago, Editorial Ayún, 2007.
"Medusa"
En: Créditos. Homenaje a Juan Armando Epple. Antología de microcuentos. Ergo Sum, Santiago de Chile, noviembre de 2008.
“El otro afuera”.
En: Nouvelles du Chili. Collectif. Traduit de l'espagnol (Chili) par Nahed Nadia Noureddine, Marie-Ève Létourneau-Leblond et Louis Jolicœur, avant-propos de Louis Jolicœur. Québec, L'instant même, 2009, 270 pages.
“Que nadie duerma”.
En: Las mujeres cuentan. Relatos de escritoras chilenas. Antología. Simplemente Editores, Santiago de Chile, 2010.
“Conjunto de microrrelatos”.
En: Velas al viento. Los microrrelatos de la Nave de los locos. Antología, Cuadernos del Vigía Ed., Granada, España, 2010.
“Conjunto de microrrelatos”.
En: Arden Andes. Minificciones argentinochilenas. Selección de Sandra Bianchi. Editorial Macedonia, Bs. As, Argentina, 2010.
“Y no pensar en nada”.
En: Grageas 2. Cuentos breves hispanoamericanos. Selección e introducción de Sergio Gaut Vel Hartman. Ediciones Desde la Gente y el Centro Cultural de la Cooperación Floreal Gorini. Buenos Aires, Argentina, 2010.
“Medusa”, “Lilith”.
En: Los comprimidos memorables del siglo XXI. Antología de minicuento. VI Congreso Internacional de Minificción, Bogotá, Colombia, 2010.
"Legítima defensa" 
En: Basta. Cien mujeres contra la violencia de género. Antología de microcuentos. Pía Barros Comp., Editorial Asterión, Santiago de Chile, agosto de 2011.
"Monstrua III"
En: Basta. Más de cien cuentos contra el abuso infantil. Antología de microcuentos. Pía Barros Comp; Editorial Asterión, Santiago de Chile, octubre de 2012.
"Felicidad en blanco y negro" 
En: cl. Textos de frontera. Ediciones Universidad Alberto Hurtado, Santiago de Chile, 2012.
"Expejo"
En: Destellos en el cristal. Antología de microrrelatos de espejos. Internacional Microcuentista, 2013.
"El ojo de vidrio" y "Veinte siglos después"
En: Minificcionistas de El cuento. Revista de Imaginación. Alfonso Pedraza, compilador. Editorial Ficticia, México, 2014.
"Loreley"
En: La música de las sirenas. Microrrelatos. Selección de Javier Perucho. Toluca, México, Consejo Editorial de la Administración Pública Estatal, 2014.
"Microrrelatos de Bellas de sangre contraria"
En: Después de Troya. Microrrelatos hispánicos de tradición clásica. Menoscuarto, Palencia, España, 2015.
Revistas
*"La Gran Ola":
El Cuento (Revista de Imaginación), Nº117, enero/marzo 1991, García y Valadés Editores, México, México.
*"Párpados azules":
Revista Puro Cuento N.º 33, marzo/abril 1992, Buenos Aires, Argentina.
*"Luna":
Revista Puro Cuento N.º 34, mayo/junio 1992, Buenos Aires, Argentina.
*"La Elegida"
Revista Blanco Móvil N.º 63, 1994, D.F. México.
*"La Elegida":
Revista Libros & Lectores N.º 1, enero-marzo de 2003. Santiago, Chile.
*"La vida es un desperdicio":
Cuentos de Verano, Revista Cosas, 1998.
*"De la imposibilidad de escribir historias de amor”:
Revista Mujer, Diario La Tercera, 13 de febrero de 1999.
“Microcuentos”
Revista Pluma y Pincel N.º 182, diciembre de 2004.
“Detrás de los ojos”
Revista Pluma y Pincel N.º 186, noviembre de 2005.
"Microrrelatos"
Plesiosaurio. Primera revista de ficción breve peruana, N° 4, 2011.
"Microrrelatos de Bellas de sangre contraria".
Diario TalCual, Caracas, Venezuela, junio de 2012.
"Minificción de los jueves: Lilian Elphick".
Diario El Nacional, Caracas, Venezuela, julio de 2014.
"Microcuentos"
Revista Literaria Monolito, México, 2014.
"Microrrelatos"
Revista Quimera, España, 2014.

## Obra
Cronología de publicaciones
| Año  | Título                                | Editorial                  | ISBN               |
| 1990 | «La última canción de Maggie Alcázar» | Mosquito Comunicaciones    | —                  |
| 2002 | «El otro afuera»                      | Cuarto Propio              | ISBN 9789562602563 |
| 2007 | «Ojo travieso»                        | Mosquito Comunicaciones    | ISBN 9789562651806 |
| 2009 | «Bellas de sangre contraria»          | Mosquito Comunicaciones    | ISBN 9789562652063 |
| 2011 | «Diálogo de tigres»                   | Mosquito Comunicaciones    | ISBN 9789562652209 |
| 2013 | Confesiones de una chica de rojo      | Mosquito Comunicaciones    |                    |
| 2014 | K                                     | Ceibo Editores             |                    |
| 2016 | El crujido de la seda (Antología)     | Menoscuarto Editores (Esp) |                    |